# میل (یکای پول)

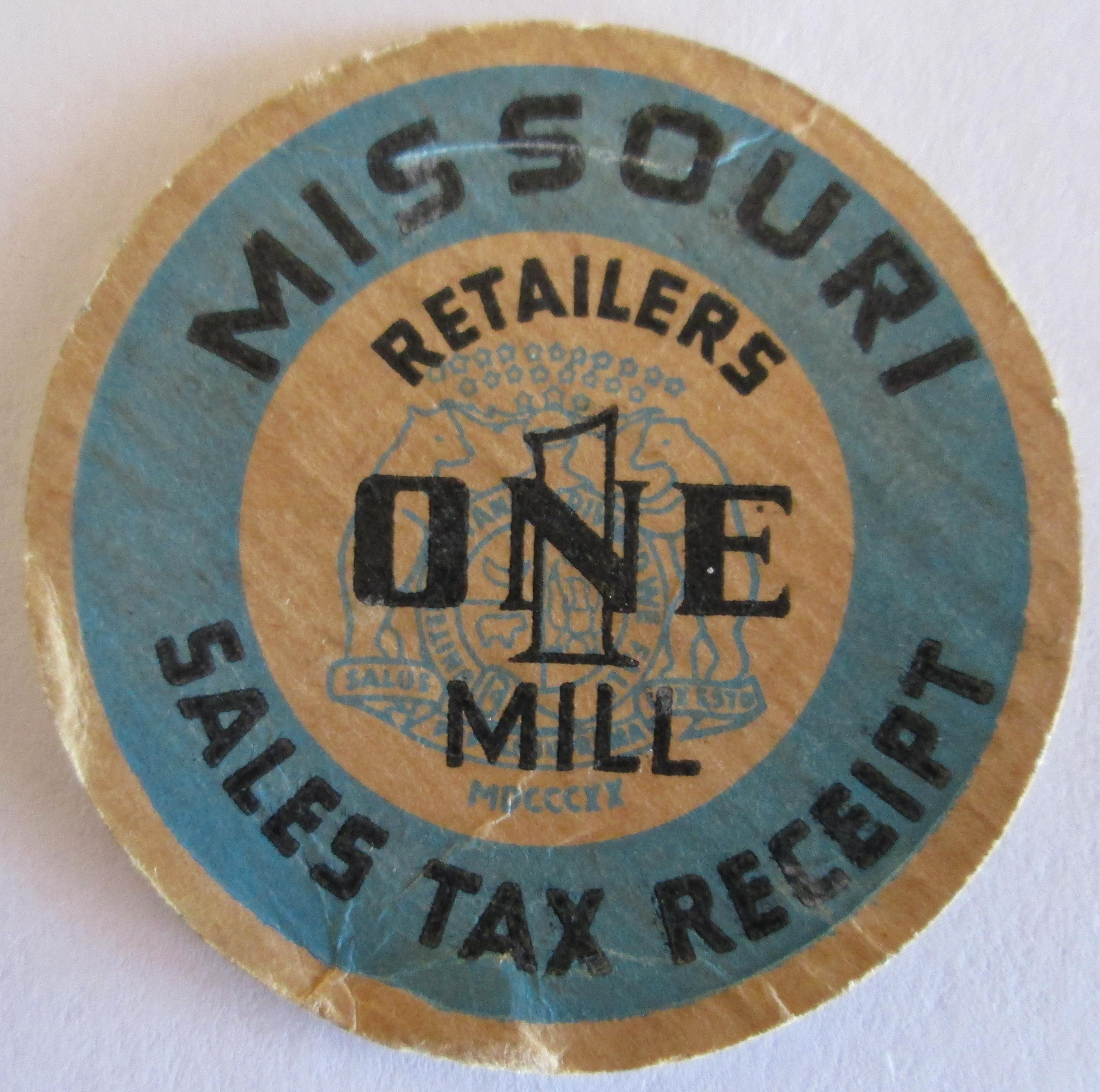
سکه یادبود ۱ میلی میزوری

میل (به انگلیسی: Mill) یا میلی (به انگلیسی: mille) (نماد: ₥) (گاهی در بریتانیا، در مورد مالیات بر دارایی در ایالات متحده آمریکا، و قبلاً در قبرس و مالت) یک یکای پول انتزاعی است که گاهی در حسابداری استفاده می‌شود. در ایالات متحده، این واحد فرضی معادل یک هزارم دلار آمریکا (یک صدم دایم یا یک دهم سنت) است. در طول چند دهه در بریتانیا بحث درمورد قرارگرفتن به عنوان یک هزارم پوند استرلینگ وجود داشته‌است.
چندین ارز دیگر از میلی استفاده می‌کردند، مانند لیره مالت.
نام این پول از واژه از لاتین millesimum به معنی «هزارم» گرفته شده‌است.